# Еносис Паралимни
Еносис Паралимни (на гръцки: Ένωσις Παραλίμνι) е кипърски футболен клуб от град Паралимни. Отборът е основан през 1936 г.

## История
Еносис е основан през април 1944 г. след сливането на два отбора от Паралимни, Херакъл и Народна любов.
За година на основаване обаче се смята 1936, когато е създаден Херакъл.

## Успехи
- Кипърска първа дивизия:
  -  Вицешампион (1): 1974 – 75
- Купа на Кипър:
  -  Финалист (4): 1973 – 74, 1974 – 75, 1980 – 81, 1982 – 83
- Суперкупа на Кипър:
  -  Финалист (2): 1981, 1983
- Кипърска Втора дивизия:
  -  Шампион (3): 1968 – 69, 2014 – 15, 2017 – 18

## Състав
| №  | Пост | Играч}              |
| -- | ---- | ------------------- |
| 1  | В    | Петър Милошевски    |
| 20 | В    | Армен Амбарцумян    |
| 22 | В    | Андреас Китос       |
| 2  | З    | Хуго Симоеш         |
| 4  | З    | Лаурен Фасоте       |
| 5  | З    | Боян Марковски      |
| 7  | З    | Раул Гонзалес       |
| 14 | З    | Джими Де Вулф       |
| 24 | З    | Николас Зиамбурис   |
| 89 | З    | Нинослав Миленкович |
| 6  | П    | Хуго Фариа          |

| №  | Пост | Играч               |
| -- | ---- | ------------------- |
| 8  | П    | Радован Кривокапич  |
| 10 | П    | Едмар               |
| 16 | П    | Матю Касиди         |
| 17 | Х    | Демос Гуменос       |
| 19 | Х    | Константинос Прис   |
| 27 | П    | Спирос Махатос      |
| 77 | Х    | Роки Пийтърс        |
| 30 | Х    | Елефтериос Мертакас |
| 11 | Н    | Иван Тричковски     |
| 12 | Н    | Обади Тарумбва      |
| 23 | Н    | Дитър Ван Торнхоут  |
| 28 | Н    | Христос Пиретис     |

## Известни бивши български футболисти
- Георги Донков: 2002/03 - (13 мача - 3 гола)
- Георги Петков: 2011/12 - (19 мача - 0 гола)
- Костадин Башов: 2012/14 - (43 мача - 11 гола)
- Орлин Старокин: 2019/20 - (12 мача - 0 гола)

## Известни бивши български треньори
- Едуард Ераносян (2008)